# Половая зрелость
Половая зрелость — стадия онтогенеза, когда особь достигает способности к половому размножению. У самцов она наступает с началом сперматогенеза, у самок с первой овуляцией (а у женщин начинается так называемое менархе).
Момент наступления половой зрелости является началом периода плодородия. Ему предшествует пубертатный (полового созревания) период и завершается он — климактерическим (угасания).

## Процесс полового созревания
Процесс полового созревания у млекопитающих регулируется щитовидной железой, в частности, производимым ей гормоном тироксином. Во время процесса созревания мужской организм начинает вырабатывать сперму (сперматогенез), в то время как женский организм продуцирует способные к оплодотворению яйцеклетки, которые самка может выносить в случае наступления беременности; если же оплодотворение не произошло, яйцеклетка выходит во время следующей менструации. Первое менструальное кровотечение (менархе) происходит обычно без предшествующей ему овуляции, после нескольких нерегулярных ановуляторных циклов наступает первая овуляция, с этого момента женская особь способна к половому размножению.
Кроме того, в период полового созревания происходит развитие первичных и вторичных половых признаков у обоих полов.

## Половая зрелость у животных
У различных животных половая зрелость (готовность организма к размножению) различна. Помимо видовых различий, существуют также индивидуальные колебания. В отличие от остальных классов, у самок млекопитающих половая зрелость наступает раньше, чем у самцов.
Половая зрелость наступает обычно раньше, чем заканчиваются основной рост, структурное и физиологическое развитие животного, обеспечивающие его высокую плодовитость, нормальное функционирование организма в период беременности, родов и лактации, рождение здорового приплода. Принято считать, что животное достигло репродуктивного периода, если масса его тела составляет не менее 70 % предполагаемой массы тела зрелого животного. В связи с этим половозрелым самкам во время 2—3 первых половых циклов не дают спариваться с самцами и не производят искусственного осеменения. Главным образом это связано с необходимостью получения крепкого потомства и с отсутствием ущерба от беременности для материнского организма.
В вольных условиях и в дикой природе спаривание происходит в полной зависимости от индивидуальных признаков — то есть когда у самки наступает течка. У большинства видов животных период половой активности носит сезонный характер, а начало и ритм овуляций припадает на периоды, благоприятные для вынашивания (высиживания) и вскармливания потомства.

## Половая зрелость у человека
Период физического развития, когда половые органы человека становятся годными для осуществления репродуктивной функции. У девушек половая зрелость обычно начинается после наступления первого менструального цикла. У юношей половое созревание происходит менее очевидно, но обычно сопровождается ростом волос на теле.